# ジュランソンAOC

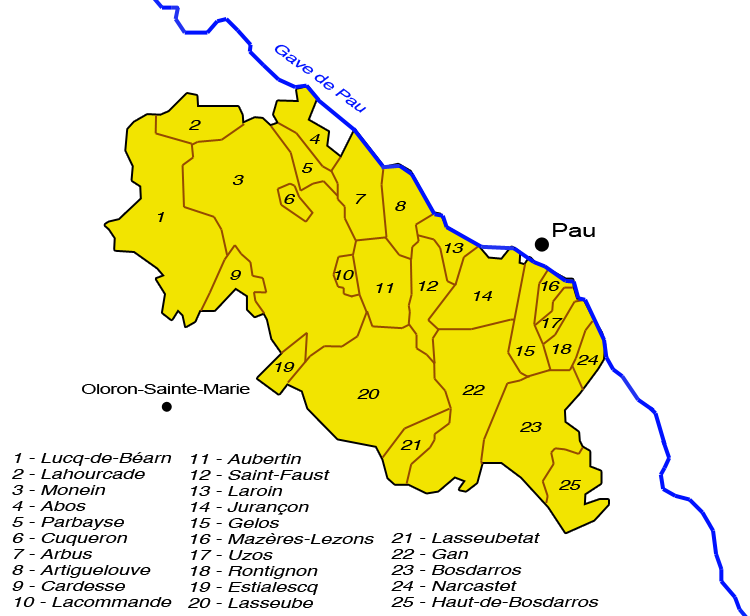
ジュランソンAOCの産地

ジュランソン（Jurançon）は、フランスのワイン。ピレネー山脈麓の起伏のある丘陵地帯で作られており、面積は約1000haある。AOCは、ジュランソンとジュランソン・セックの二つがある。いずれもぶどう品種は、ガスコーニュ地方の固有種であるプティ・マンサン、グロ・マンサン、クルビュなどである。

## ジュランソンAOC
半甘口から極甘口の白ワインで、普通の製法で作られる半甘口タイプのものと、ヴァンダンジュ・タルディヴ（Vendange tardives）という、収穫期を通常より一月ほど遅らせて、果実を干しぶどう状にし、貴腐ワインと同じような香味に仕上げたもの、また、貴腐ワインも作られている。プティ・マンサン単独またはそれにグロ・マンサンを配合して作られた極甘口のワインは、ものによってはボルドーのソーテルヌのものに勝るとも劣らない実力を持ったものがあり、価格もそれ相応に高い。

## ジュランソン・セックAOC
ジュランソン・セック（Jurançon Sec）は、上記と全く同じ地域で作られる辛口の白ワインである。レモンやライチ、白や藤色のばらの花のような香りがあり、さっぱりした味わいのものからこくのあるものまであり、価格もかなり幅がある。